# Heimatvertriebener

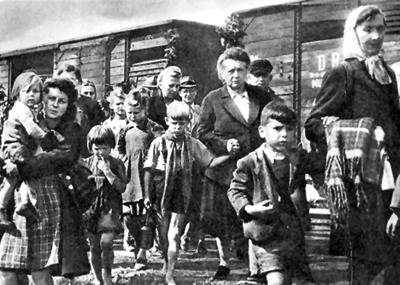
Fördrivna sudettyskar

Heimatvertriebene (hembygdsfördrivna) eller Vertriebene, är begreppet för den del av befolkningen i dagens Tyskland och Österrike som fördrevs som en följd av andra världskriget från sina hembygder i de dåvarande tyska östområdena enligt 1914 och 1937 års gränser. 
Det rör sig om omkring 12 miljoner (enligt Statistisches Bundesamt) som efter andra världskriget tvingades lämna sina hembygder och bosatte sig i Tyskland (BRD och DDR). Fördrivna tyskar har i stor utsträckning bosatt sig i Baden-Württemberg, Bayern, Niedersachsen, Nordrhein-Westfalen, Hessen och Schleswig-Holstein. De fördrivna kom bland annat från Ostpreussen, Danzig-Westpreussen, Sudetlandet och Schlesien.
I Tyskland och Österrike kom olika förbund och föreningar att bildas, bland annat kulturföreningar för att behålla den egna kulturen från hembygden (så kallade Landsmannschaften). Paraplyorganisationen för de fördrivna i Tyskland heter Bund der Vertriebenen. Under 1950-talet fanns även partiet Gesamtdeutscher Block/Bund der Heimatvertriebenen und Entrechteten som under en period satt i förbundsdagen. 
Till Österrike kom cirka 430 000 personer att invandra från tidigare tysktalande områden.